# El agujerito sin fin
El agujerito sin fin fue un programa de televisión infantil argentino emitido por Canal 13 entre los años 1991 y 1993.

## Animadores
El programa marcó el debut como conductor de Julián Weich.  Lo acompañaban también Esteban Prol, Claudio Morgado, Pablo Marcovsky, Nancy Dupláa y María Eugenia Molinari.